# Sudiți (comuna)
Sudiţi é uma comuna romena localizada no distrito de Ialomiţa, na região de Muntênia. A comuna possui uma área de 58.55 km² e sua população era de 2247 habitantes segundo o censo de 2007.